# Aixe-sur-Vienne
Aixe-sur-Vienne is een gemeente in het Franse departement Haute-Vienne (regio Nouvelle-Aquitaine) en telt 5622 inwoners (2004). De plaats maakt deel uit van het arrondissement Limoges en van het gemeentelijk samenwerkingsverband Communauté de Communes du Val de Vienne.

## Geografie
De oppervlakte van Aixe-sur-Vienne bedraagt 22,8 km², de bevolkingsdichtheid is 246,6 inwoners per km².
De gemeente ligt in het zuidwesten van het departement. De Vienne stroomt door de gemeente.
De onderstaande kaart toont de ligging van Aixe-sur-Vienne met de belangrijkste infrastructuur en aangrenzende gemeenten.

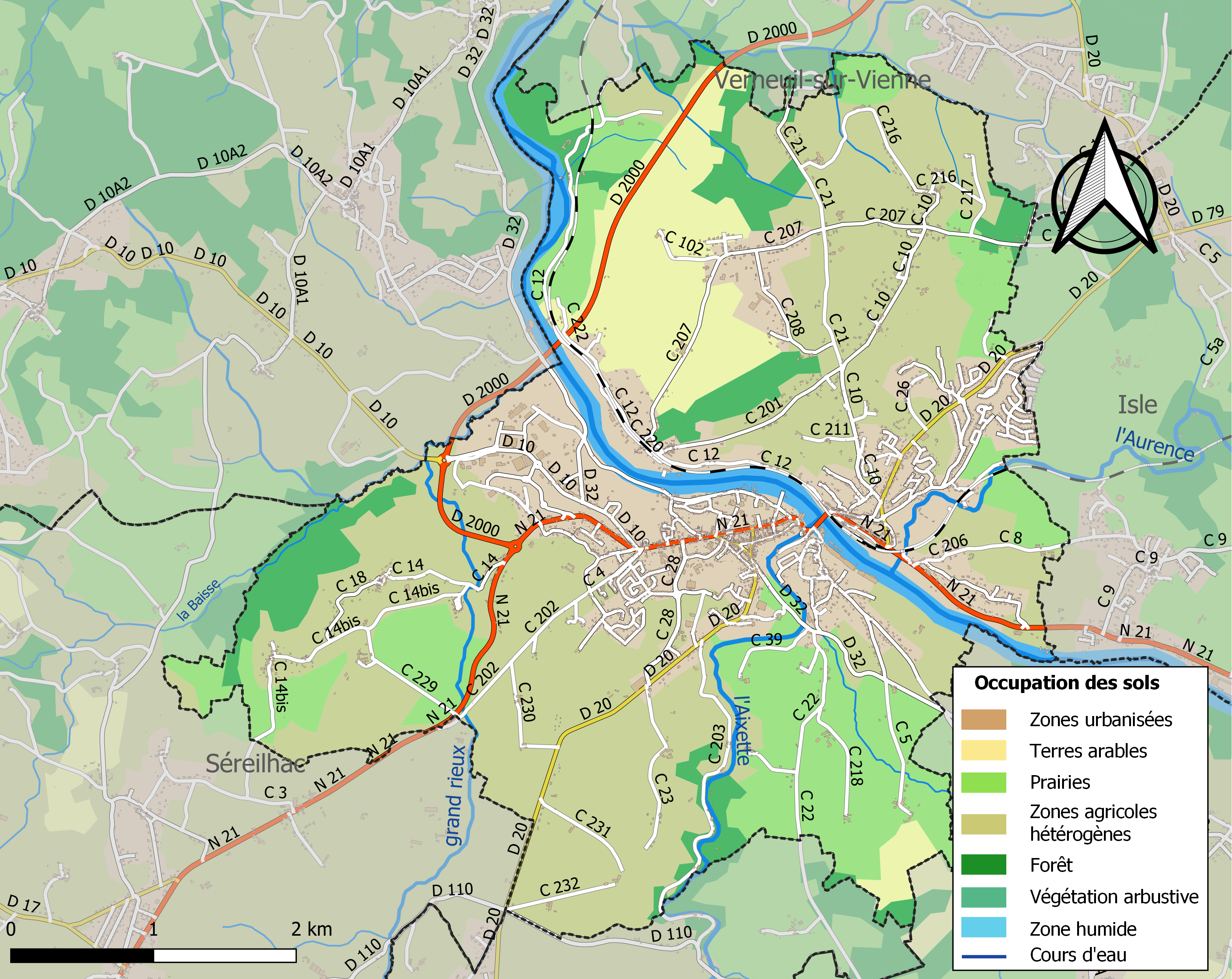

## Verkeer en vervoer
In de gemeente ligt spoorwegstation Aixe-sur-Vienne.

## Demografie
Onderstaande figuur toont het verloop van het inwonertal (bron: INSEE-tellingen).

## Geschiedenis en bezienswaardigheden

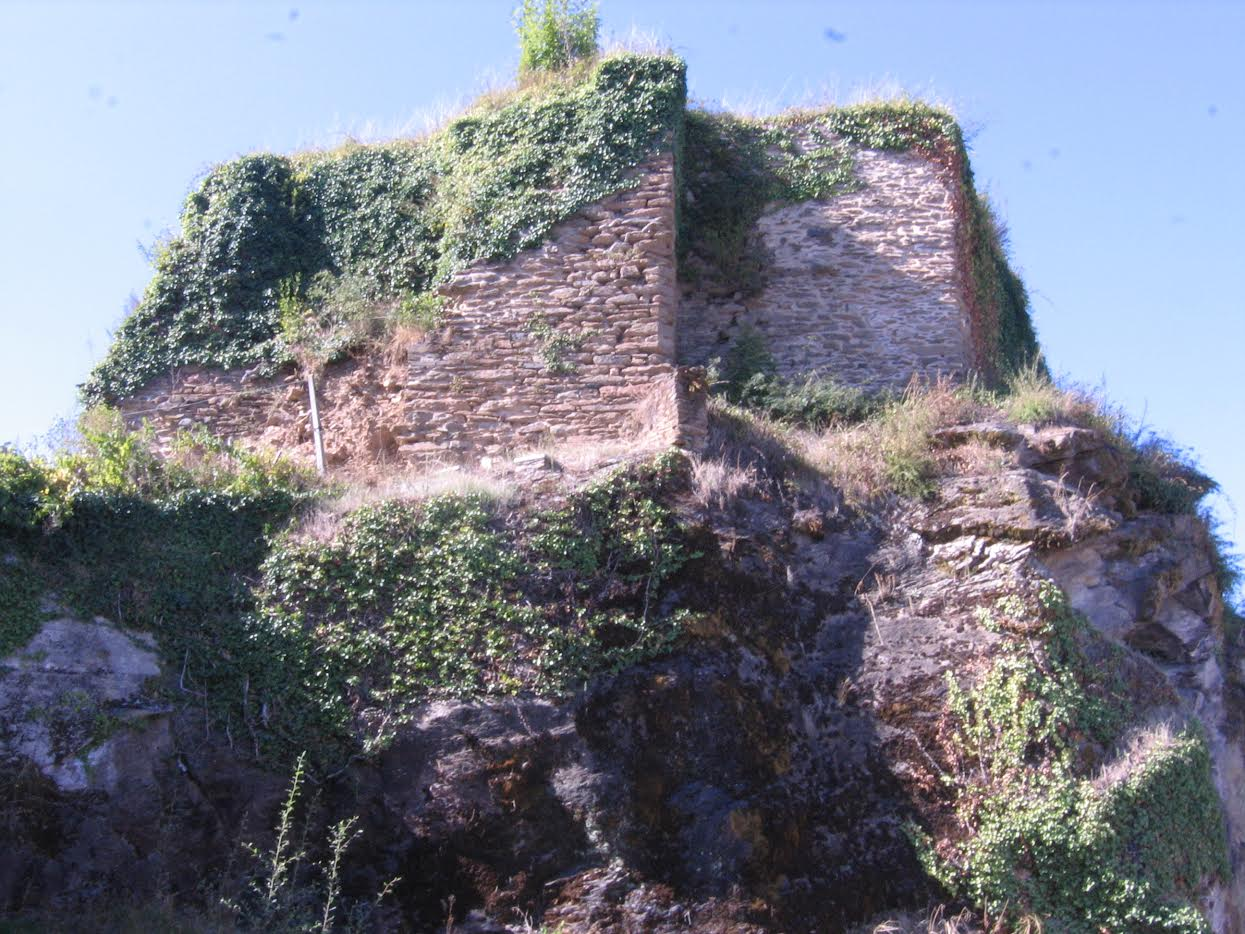
Kasteel van de burggraven van Limoges

Aixe-sur-vienne is ontstaan uit twee nederzettingen, de ene op de heuvel boven de samenloop van de Vienne en de Aixette, en de tweede bij een kruispunt van Gallo-Romeinse wegen, twee kilometer ten westen van de heuvel. Uit de Gallo-Romeinse tijd is niet veel overgebleven.
In de 6e of 7e eeuw werd de eerste parochieTarn gesticht met Sint-Alpinien als patroonheilige door monniken uit Aquitanië. De monniken bouwden ook een fortificatie op de heuvel boven de Aixette.
De heerlijkheid Aixe wordt genoemd in 632 bij de stichting van de abdij van Solignac. De abt van Solignac stichtte in 982 in "Castrum de Axa" twee kapellen en Aixe werd de tweede parochie. Toen reeds profiteerde Aixe van de passage van pelgrims. De kapellen werden in de 13e eeuw overgedragen aan het burggraafschap Limoges onder gezag van de Abdij Saint-Martial van Limoges. Daarbij verdrong Sint-Martialis Sint-Alpinien als patroon van de stad. Toch werden de twee parochies Tarn en Aixe pas tijdens de Franse Revolutie samengevoegd tot een gemeente.
Onder het burggraafschap werden de brug over de Vienne en de brug Pont Malassert over de Aixette gebouwd. Deze laatste is meermalen verwoest en ten slotte is er de huidige smeedijzeren brug gekomen. De stenen brug over de Vienne is gebouwd in 1274 aan de voet van het kasteel dat vanwege een legende later de naam kreeg "Kasteel van Jeanne d'Albret" (moeder van koning Hendrik IV). Dit kasteel, dat nu een ruïne is, heeft veel te lijden gehad van de godsdienstoorlogen en van een slag om Limoges.
De kerk Sainte-Croix is gebouwd in de 13e en 15e eeuw volgens een vierkante plattegrond. Door de renovatie van 1884 is veel van het oorspronkelijke karakter van de kerk verloren gegaan. De kerk heeft nog wel een rijke schat aan relikwieën.
Aan de andere kant van de Vienne, in het dal van de Aurence, is in 1865 een kleine neogotische kapel Notre-Dame d'Arliquet gebouwd. Het Mariabeeldje is uit de 16e eeuw en rijk versierd met edelstenen, geschonken door de families van Aixe. In de sacristie bewaart men een reliekschrijn genoemd "annuaire des saints", want er zijn 364 relikwieën in gestopt.
De hele stad was trouwens sterk religieus georiënteerd, wat blijkt uit de Mariabeeldjes op de huizen en de kruisen en gewijde fonteinen in de straten.
Meerdere watermolens draaiden vroeger op de Aixette en de Aurence, zowel als op een gegraven aftakking van de Vienne.

### Afbeeldingen

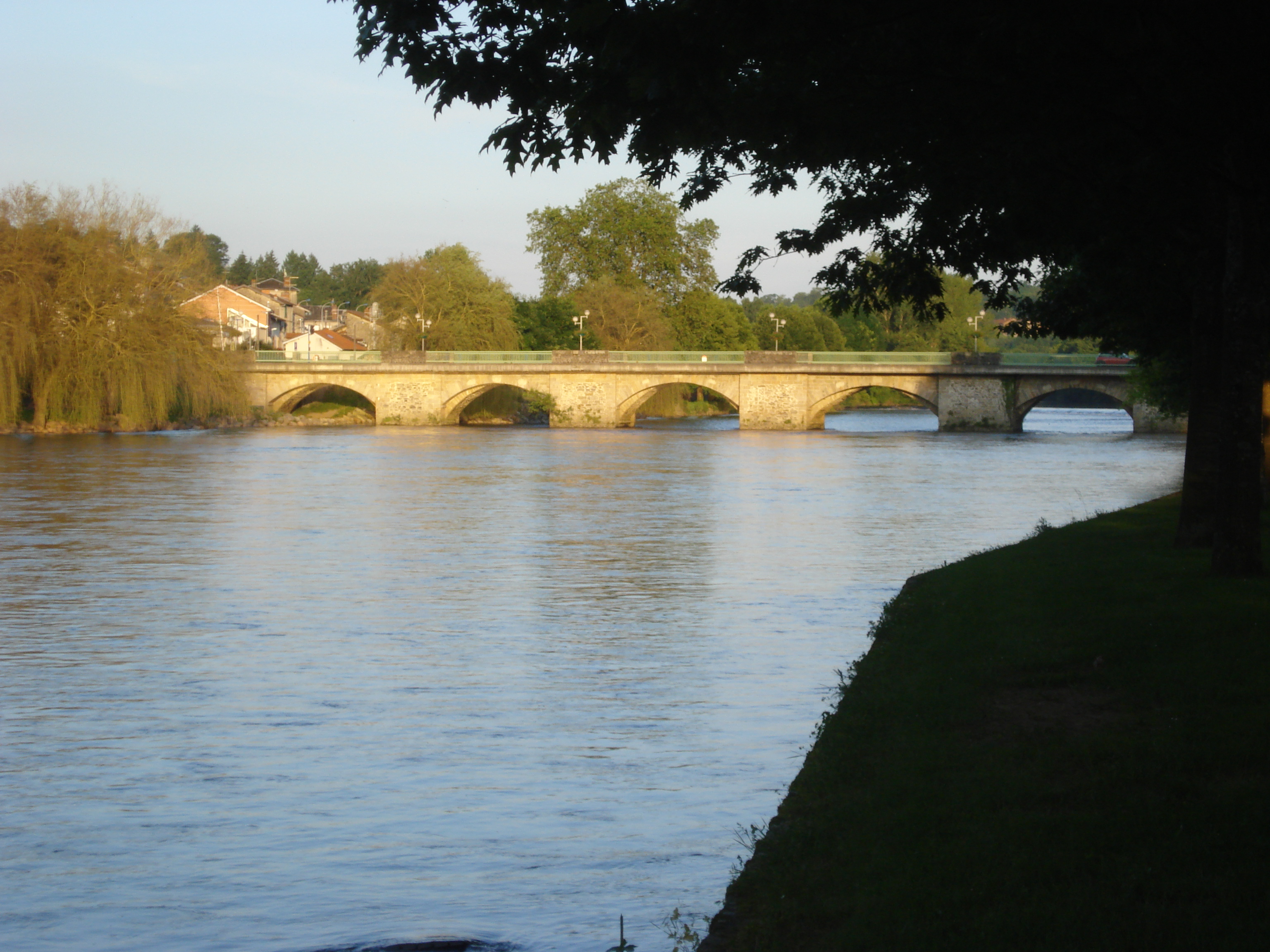
Brug over de Vienne
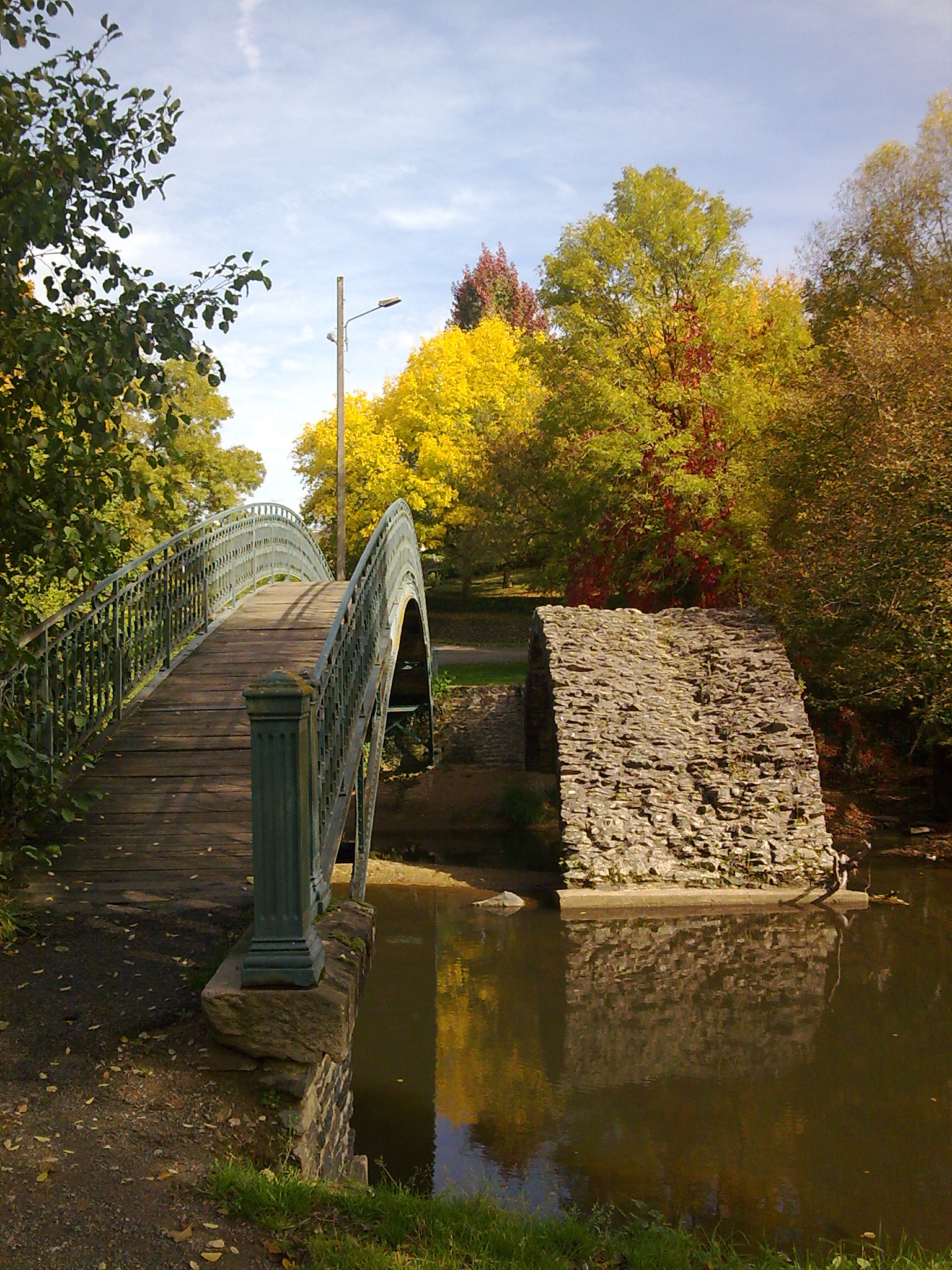
Brug over de Aixette
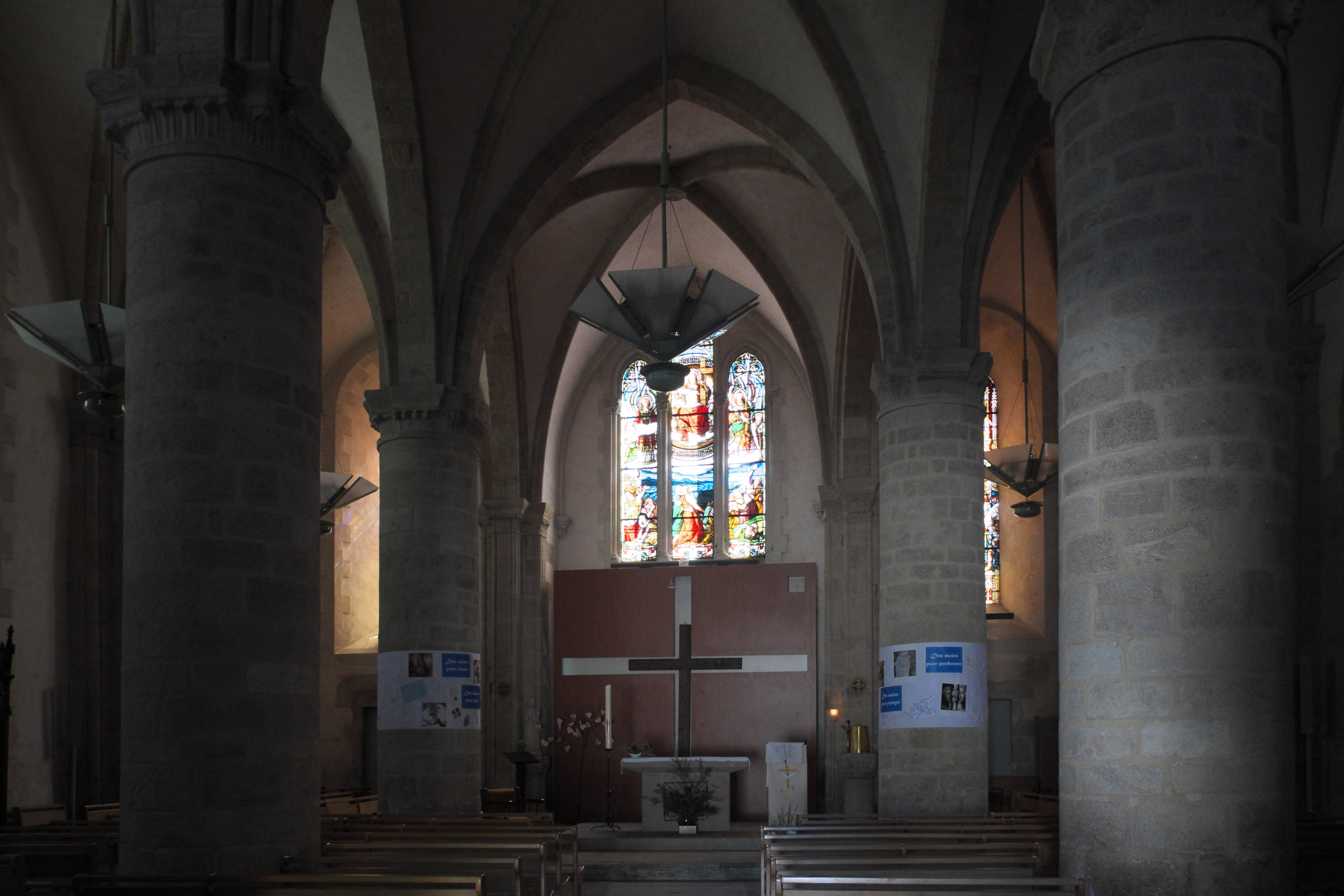
interieur van de kerk Sainte-Croix
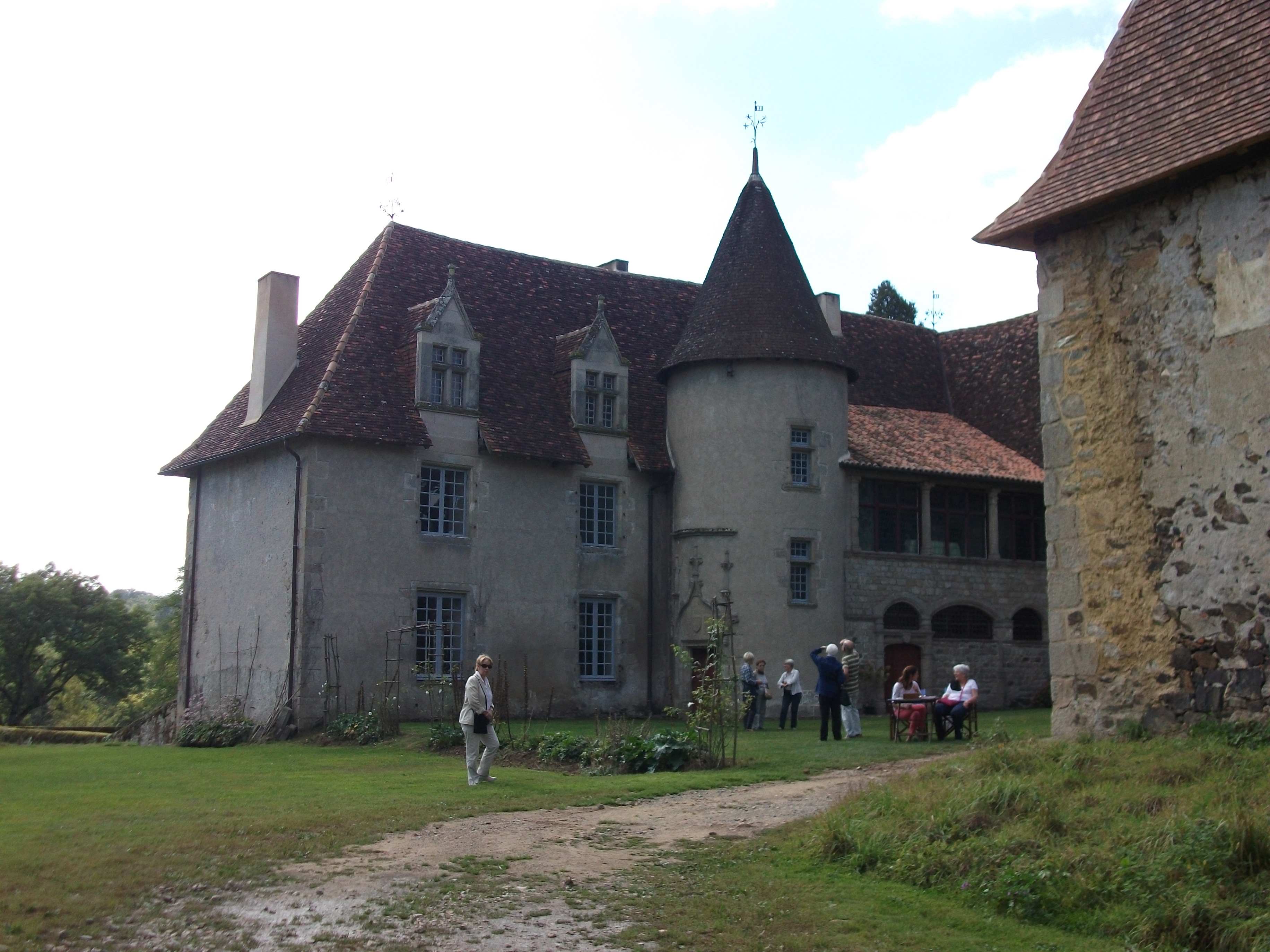
Kasteel van Losmonerie

## Stedenbanden
- Grosshabersdorf (Duitsland) sinds 1982
- Swieciechowa (Polen) sinds 2000
- Malinska (Kroatië) sinds 2010